# レイモンド・クールマンス
レイモンド・クールマンス（Raymond Ceulemans、1937年7月12日 - ）は、プロビリヤード選手。ベルギーのリール出身。「Mr.100」「ビリヤードの神様」と呼ばれる。世界スリークッション選手権大会で11連覇、その後6連覇を果たすなど、世界タイトルを多く獲得していることで知られる。生涯に獲得したタイトル数は300を超える。

## 来歴・人物
7歳で初めてビリヤードに触れる。1960年にはベルギーチャンピオンとなり、翌年も優勝して2連覇した。1963年からは1973年までの11年間、世界スリークッション選手権大会で連覇。12連覇を狙う1974年、日本の選手である小林伸明に阻止されたものの、翌年の1975年から1980年までさらに6連覇するなど、同大会において圧倒的な連勝記録を持つ。
1978年にベルギー スポーツマンオブザイヤーを受賞、2001年にアメリカビリヤード協会（BCA）の殿堂入りを果たした。

## 主な戦績
- 1963年
  - 世界スリークッション選手権大会 優勝
- 1964年
  - 世界スリークッション選手権大会 優勝
- 1965年
  - 世界スリークッション選手権大会 優勝
- 1966年
  - 世界スリークッション選手権大会 優勝
- 1967年
  - 世界スリークッション選手権大会 優勝
- 1968年
  - 世界スリークッション選手権大会 優勝
- 1969年
  - 世界スリークッション選手権大会 優勝
- 1970年
  - 世界スリークッション選手権大会 優勝
- 1971年
  - 世界スリークッション選手権大会 優勝
- 1972年
  - 世界スリークッション選手権大会 優勝
- 1973年
  - 世界スリークッション選手権大会 優勝

- 1975年
  - 世界スリークッション選手権大会 優勝
- 1976年
  - 世界スリークッション選手権大会 優勝
- 1977年
  - 世界スリークッション選手権大会 優勝
- 1978年
  - 世界スリークッション選手権大会 優勝
- 1979年
  - 世界スリークッション選手権大会 優勝
- 1980年
  - 世界スリークッション選手権大会 優勝

- 1983年
  - 世界スリークッション選手権大会 優勝
- 1985年
  - 世界スリークッション選手権大会 優勝
- 1990年
  - 世界スリークッション選手権大会 優勝